# Сборная Шотландской футбольной лиги
Сборная Шотландской футбольной лиги (англ. Scottish League XI) — футбольная команда, которая собиралась из представителей клубов, входивших в Шотландскую футбольную лигу. Команда регулярно играла против сборной Футбольной лиги Англии, а также сборных других футбольных лиг с 1892 по 1980 год.
Последний матч сборной прошёл в 1990 году в честь столетия Шотландской футбольной лиги.

## История

### До Первой мировой войны

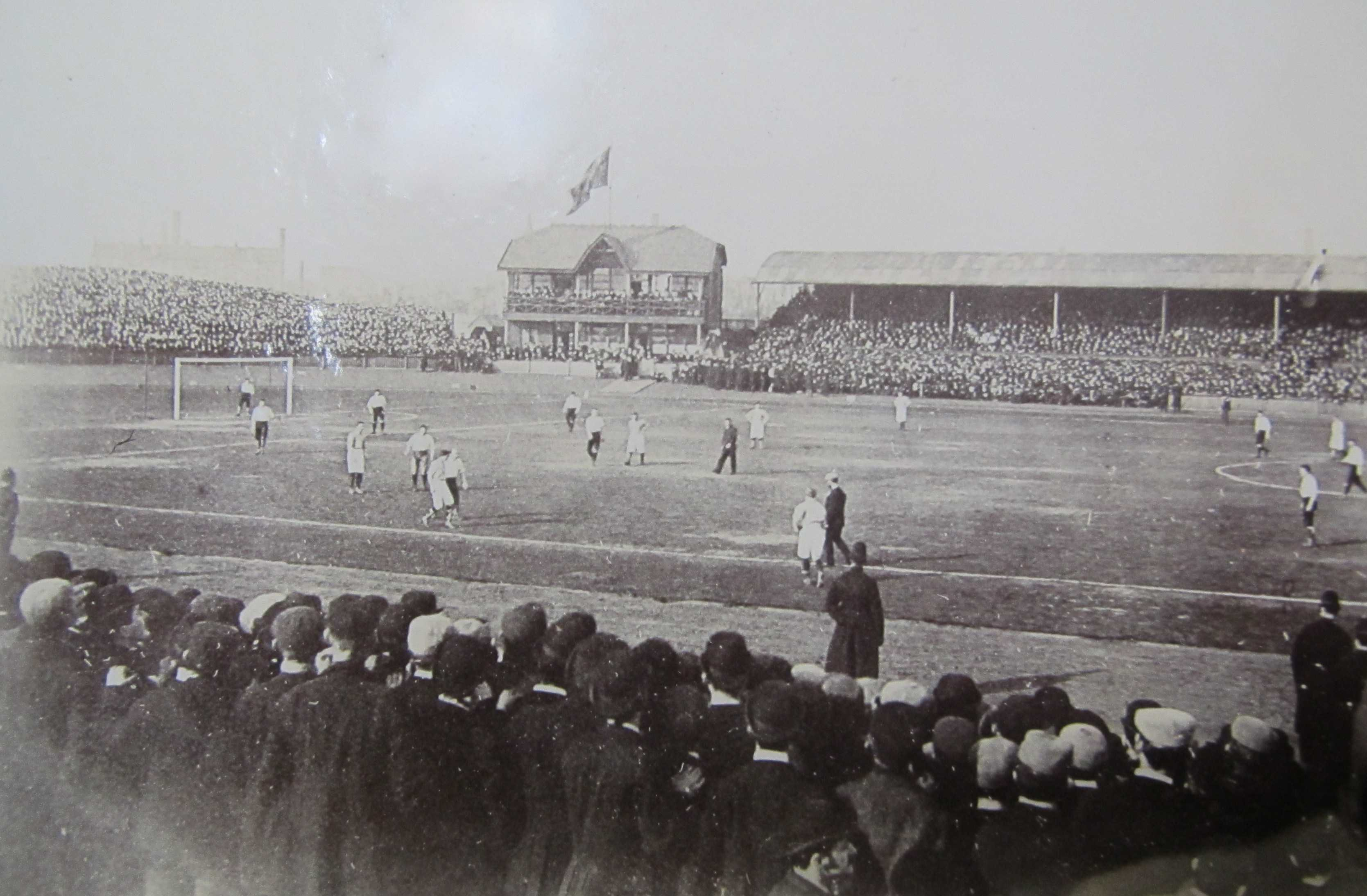
«Селтик Парк» в 1894 году. На стадионе сборная сыграла в 1893 году

Вскоре после создания Шотландской футбольной лиги в 1890 году начали поступать предложения о проведении матчей против Футбольной лиги Англии. Первый матч между сборными английской и шотландской лиг прошёл в апреле 1892 года на стадионе «Пайкс Лейн» в Болтоне и завершился вничью со счётом 2:2. В том матче за сборную Футбольной лиги Англии сыграли три шотландца: Доналд Гау, Вилли Гроувз и Том Макиннес, все они выступали за английские клубы. Однако эта практика не повторялась ещё долгие годы, и шотландцы не вызывались в сборную Футбольной лиги Англии до 1960-х годов. Ответный матч между сборными прошёл в апреле 1893 года в Глазго на стадионе «Селтик Парк», на него пришло 31 500 зрителей. В том же году сборная Шотландской футбольной лиги впервые сыграла против сборной Ирландской футбольной лиги, матч прошёл в Белфасте.
В первые десятилетия после создания Футбольной лиги Англии в ней играли, в основном, клубы из Северной Англии и из Мидлендса, тогда как клубы из Южной Англии выступали в Южной футбольной лиге. В октябре 1910 года сборная Шотландской футбольной лиги впервые сыграла против сборной Южной футбольной лиги. Сборная Южной футбольной лиги выиграла и матч против Шотландской футбольной лиги, и против Футбольной лиги Англии в том же году. Матчи против сборной Южной футбольной лиги проводились до Первой мировой войны, а впоследствии высший дивизион Южной футбольной лиги вошёл в состав Футбольной лиги Англии.
В 1913 году секретарь Футбольной ассоциации Англии Фредерик Уолл в письменном обращении к руководству Шотландской футбольной лиги возражал против использования термина «международный матч» (англ. international) применительно к играм между сборными английской и шотландской лиг. Однако Шотландская футбольная лига настаивала, что имеет право пользоваться таким термином в рекламных целях.
Сборная Шотландской футбольной лиги находилась в невыгодном положении по сравнению со сборной Шотландии, так как многие сильные шотландские футболисты имели контракты с английскими клубами. Несмотря на это сборная выступала достаточно неплохо до приостановки турниров в 1915 году в связи с Первой мировой войной. Во время Первой мировой войны Шотландская футбольная лига, в отличие от прочих турниров в Великобритании, не была приостановлена, поэтому в военное время прошли три матча с участием сборной против «Селтик», чемпиона страны по итогам всех трёх сезонов.

## Игроки
Бобби Эвансу принадлежит рекорд по количеству матчей в составе сборной Шотландской футбольной лиги (25 матчей с 1948 по 1960 год). 24 игрока провели за сборную 10 и более матчей.
Вилли Болд является обладателем рекорда по наибольшему числу голов за сборную Шотландской футбольной лиги (15 голов в 13 матчах с 1949 по 1958 год). Лори Райлли забил 14 голов в 14 матчах сборной. Барни Баттлз занимает третье место в списке лучших бомбардиров сборной с 13 забитыми мячами, причём он забил их в 5 матчах (что соответствует 2,6 голам за игру).

## Результаты матчей
Крупнейшую победа сборная Шотландской футбольной лиги одержала в 1962 году, разгромив сборную Футбольной лиги Ирландии со счётом 11:0. Рекордное поражение сборная потерпела в 1974 году, когда её со счётом 5:0 разгромила сборная Футбольной лиги Англии.

## Статистика по соперникам

### Против сборных футбольных лиг
| Соперник                           | И   | В  | Н  | П  | % В   | % Н   | % П   |
| ---------------------------------- | --- | -- | -- | -- | ----- | ----- | ----- |
| Сборная Датской футбольной лиги    | 1   | 1  | 0  | 0  | 100   | 0     | 0     |
| Сборная Футбольной лиги Англии     | 75  | 19 | 14 | 42 | 25,33 | 18,67 | 56    |
| Сборная Ирландской футбольной лиги | 62  | 56 | 1  | 5  | 90,32 | 1,61  | 8,06  |
| Сборная Серии A                    | 3   | 0  | 2  | 1  | 0     | 66,67 | 33,33 |
| Сборная Футбольной лиги Ирландии   | 22  | 17 | 3  | 2  | 77,27 | 13,64 | 9,09  |
| Сборная Южной футбольной лиги      | 5   | 2  | 1  | 2  | 40    | 20    | 40    |
| Сборная Лиги Уэльса                | 1   | 0  | 0  | 1  | 0     | 0     | 100   |
| Итого                              | 169 | 95 | 21 | 53 | 56,21 | 12,43 | 31,36 |

### Против других соперников
| Соперник          | И  | В | Н | П | % В   | % Н   | % П   |
| ----------------- | -- | - | - | - | ----- | ----- | ----- |
| Сборная Шотландии | 7  | 2 | 2 | 3 | 28,57 | 28,57 | 42,86 |
| Селтик            | 3  | 2 | 0 | 1 | 66,67 | 0     | 33,33 |
| Сборная военных   | 1  | 0 | 0 | 1 | 0     | 0     | 100   |
| Сандерленд        | 1  | 1 | 0 | 0 | 100   | 0     | 0     |
| Итого             | 12 | 5 | 2 | 5 | 41,67 | 16,67 | 41,67 |

## Комментарии
1. ↑  Домашний стадион клуба «Болтон Уондерерс» до 1895 года.
2. ↑  Сюда включены два матча, сыгранных в 1919 году в честь победы в Первой мировой войне и один матч, сыгранный во время Второй мировой войны в 1941 году. Во время Первой и Второй мировых войн официальные турниры в Англии были отменены, а в Шотландии Первый дивизион разыгрывался во время Первой мировой войны, но был приостановлен во время Второй мировой войны